# Reduviidae
Reduviidae hay còn gọi là bọ sát thủ hay bọ ám sát là một họ côn trùng gồm các loài bọ, chúng là những loài bọ ký sinh, hút máu. Chúng cắn rất đau và khi tiêm nước bọt vào các con côn trùng nhỏ sẽ làm mô tan chảy ra, sau đó chúng sẽ hút hết chất lỏng vào bụng.

## Đặc điểm
Đây là những côn trùng hung tợn có thể hút sạch dịch thể con mồi và vác xác chúng trên lưng. Chúng là những côn trùng chuyên đâm thủng con mồi, hút khô cơ thể nạn nhân và sau đó vác xác lên lưng đi, những loài bọ này thường được phát hiện cõng theo một khối lượng khổng lồ các thi thể khô héo, đây cũng là cách ngụy trang hiệu quả, cũng như là áo giáp che chắn khi cần thiết.
Mỗi loài được trang bị phần miệng đặc biệt cứng sắc, theo đó, loài bọ sát thủ sẽ đâm thủng bộ xương ngoài của đối phương, như kiến, mối, ong, sau đó, chúng bơm một loại chất độc làm tê liệt nạn nhân trong vòng một phần giây và bắt đầu tiến trình hóa lỏng từ bên trong trước khi rút sạch chất dịch. Bọ sát thủ hết sức tận dụng cơ hội dọn xác mối, sau đó cắm thi thể mối lên người để dụ các con mối khác

## Phân họ
- Bactrodinae
- Centrocnemidinae
- Cetherinae
- Chryxinae
- Ectrichodiinae
- Elasmodeminae
- Emesinae
- Hammacerinae
- Harpactorinae
- Holoptilinae
- Manangocorinae
- Peiratinae
- Phimophorinae
- Phymatinae
- Physoderinae
- Pseudocetherinae
- Reduviinae
- Saicinae
- Salyavatinae
- Sphaeridopinae
- Stenopodainae
- Triatominae
- Tribelocephalinae
- Vesciinae
- Visayanocorinae